# Bojan (Erau)
Bojan (en francès Boujan-sur-Libron) és un municipi occità del Llenguadoc situat al departament de l'Erau, a la regió d'Occitània.